# Чемпіонат Європи з футболу 2008 (склади команд)/Швеція
Склад збірної Швеції на чемпіонаті Європи 2008
| №               | Гравець                | Клуб (у 2008)          | Дата народження | Вік      | Ігор                        | Голів                       |                             |
| Воротарі        | Воротарі               | Воротарі               | Воротарі        | Воротарі | Воротарі                    | Воротарі                    | Воротарі                    |
| --------------- | ---------------------- | ---------------------- | --------------- | -------- | --------------------------- | --------------------------- | --------------------------- |
| 1               | Андреас Ісакссон       | Манчестер Сіті         | 3 жовтня 1981   | 26       | 56                          | 0                           |                             |
| 12              | Рамі Шаабан            | Гаммарбю               | 30 червня 1975  | 32       | 16                          | 0                           |                             |
| 13              | Юган Віланд            | Ельфсборг              | 24 січня 1981   | 27       | 3                           | 0                           |                             |
| Захисники       |                        |                        |                 |          |                             |                             |                             |
| 3               | Улоф Мельберг          | Астон Вілла            | 3 вересня 1977  | 30       | 82                          | 4                           |                             |
| 4               | Петтер Ганссон         | Ренн                   | 14 грудня 1976  | 31       | 32                          | 1                           |                             |
| 5               | Фредрік Стоор          | Русенборг              | 28 лютого 1984  | 24       | 5                           | 0                           |                             |
| 14              | Даніель Майсторович    | Базель                 | 5 квітня 1977   | 31       | 15                          | 1                           |                             |
| 15              | Андреас Гранквіст      | Гельсинборг            | 16 квітня 1985  | 23       | 3                           | 0                           |                             |
| 23              | Мікаель Дорсін         | ЧФР Клуж               | 6 жовтня 1981   | 26       | 12                          | 0                           |                             |
| Півзахисники    |                        |                        |                 |          |                             |                             |                             |
| 2               | Мікаель Нільссон       | Панатінаїкос           | 24 червня 1978  | 29       | 47                          | 3                           |                             |
| 6               | Тобіас Ліндерот        | Галатасарай            | 21 квітня 1979  | 29       | 75                          | 2                           |                             |
| 7               | Ніклас Александерссон  | ІФК Ґетеборг           | 29 грудня 1971  | 36       | 108                         | 7                           |                             |
| 8               | Андерс Свенссон        | Ельфсборг              | 17 липня 1976   | 31       | 90                          | 15                          |                             |
| 9               | Фредерік Юнберг        | Вест Гем Юнайтед       | 16 квітня 1977  | 31       | 72                          | 14                          |                             |
| 16              | Кім Чельстрем          | Ліон                   | 24 серпня 1982  | 31       | 55                          | 8                           |                             |
| 18              | Себастьян Ларссон      | Бірмінгем Сіті         | 6 червня 1985   | 23       | 4                           | 0                           |                             |
| 19              | Даніель Андерссон      | Мальме ФФ              | 28 серпня 1977  | 30       | 62                          | 0                           |                             |
| 21              | Кристіан Вільгельмссон | Депортиво (Ла-Корунья) | 8 грудня 1979   | 28       | 51                          | 4                           |                             |
| Нападники       |                        |                        |                 |          |                             |                             |                             |
| 10              | Златан Ібрагімович     | Інтернаціонале         | 3 жовтня 1981   | 26       | 50                          | 18                          |                             |
| 11              | Юган Ельмандер         | Тулуза                 | 27 травня 1981  | 27       | 35                          | 11                          |                             |
| 17              | Генрік Ларссон         | Гельсинборг            | 20 вересня 1971 | 36       | 95                          | 36                          |                             |
| 20              | Маркус Алльбек         | Копенгаген             | 5 липня 1973    | 34       | 73                          | 30                          |                             |
| 22              | Маркус Росенберг       | Вердер (Бремен)        | 27 вересня 1982 | 25       | 21                          | 6                           |                             |
| Головний тренер |                        |                        |                 |          |                             |                             |                             |
| Швеція          | Ларс Лагербек          |                        | 16 липня 1948   | 59       | Середній вік гравців: 29,45 | Середній вік гравців: 29,45 | Середній вік гравців: 29,45 |
|                 |                        |                        |                 |          |                             |                             |                             |

| Гравців національного чемпіонату: | Гравців національного чемпіонату:                                                  | 7    |
|                                   | Гельсинборгс ІФ, «Ельфсборг» (Бурос)                                               | по 2 |
|                                   | ІФК Ґетеборг, Мальме ФФ, «Гаммарбю» (Стокгольм)                                    | по 1 |
| Легіонерів:                       | Легіонерів:                                                                        | 16   |
|                                   | Англія                                                                             | 4    |
|                                   | Франція                                                                            | 3    |
|                                   | Греція, Данія, Іспанія, Італія, Німеччина, Норвегія, Румунія, Туреччина, Швейцарія | по 1 |